# Горбунова Гора
Горбунова Гора (рос. Горбунова Гора) — присілок в Палкінському районі Псковської області Російської Федерації.
Населення становить 83 особи. Входить до складу муніципального утворення Качановська волость.

## Історія
Від 2015 року входить до складу муніципального утворення Качановська волость.

## Населення
| 2001 | 2002 | 2010 | 2014 | 2015 | 2016 |
| ---- | ---- | ---- | ---- | ---- | ---- |
| 109  | ↘81  | ↘79  | ↗85  | ↘83  | →83  |